# William Rowley
William Rowley (1585? — 1626) foi um dramaturgo e ator inglês do período jacobita.
Como muitos autores de sua época, pouco se sabe sobre ele; supõe-se que foi ator na companhia de William Shakespeare e se lhe atribui a autoria de quinze peças escritas em colaboração com seus contemporâneos, em especial The Witch of Edmonton (com Thomas Dekker e John Ford), The Changeling (com Thomas Middleton). Como autor único compôs quatro peças: A New Wonder, A Woman never Vext (impressa em 1632); A Match at Midnight (1633); A Tragedie called Alls Lost by Lust (1633) e A Shoomaker a Gentleman with the Life and Death of the Cripple that stole the Weathercock at Paules (1638).